# HMS Honeysuckle (K27)
«Ханісакл» (англ. HMS Honeysuckle (K27) — військовий корабель, корвет типу «Флавер» Королівського військово-морського флоту Великої Британії за часів Другої світової війни.
Корвет «Ханісакл» був закладений 26 жовтня 1939 року на верфі компанії Ferguson Marine Engineering у Порт-Глазго. 22 квітня 1940 року він був спущений на воду, а 14 вересня 1940 року увійшов до складу Королівських ВМС Великої Британії.

## Історія

### 1944
У березні 1944 року корвет залучався до супроводження чергового арктичного конвою JW 58 з 47 транспортних та вантажних суден до берегів Радянського Союзу.
18 травня 1941 року «Ханісакл» разом з есмінцями «Рамсі», «Ріплі», «Волкер», «Вотчмен», шлюпом «Енчантресс», корветами «Блюбел», «Кендітюфт», «Волфлавер», «Гортензія», «Тюліп» і тральщиком «Саламандер» увійшов до складу ескортної групи конвою HX 125, який супроводжував з Галіфаксу до Британії.